# Morgan James
Morgan James (Boise, 24 novembre 1981) è una cantautrice e attrice statunitense, che ha partecipato a diversi show di Broadway, inclusi Motown: The Musical, Godspell e La Famiglia Addams..
Il suo primo album in studio, Hunter, è pubblicato sotto la Epic Records nel novembre del 2014. Nell'aprile 2017 esce il suo secondo album, Reckless Abandon, supportato da una tournée.
L'artista è anche nota per aver collaborato in diverse occasioni con il collettivo jazz Postmodern Jukebox.

## Biografia
Morgan James nasce Morgan Grunerud a Boise, Idaho figlia di Allen Grunerud, insegnante e attore, e di Shellie Harwood.
Nella primavera del 2016 ha sposato Doug Wamble, con cui vive ad Harlem.

## Discografia
Album in studio
- 2014 - Hunter
- 2017 - Reckless Abandon
- 2020 - Memphis Magnetic

Album di cover
- 2012 - Morgan James Live: A Celebration of Nina Simone
- 2016 - Blue
- 2018 - The White Album

Singoli
- 2014 - I Want You
- 2014 - Call My Name [8]
- 2019 -	I Don't Mind Waking Up (To a Love This Good)
- 2020 -	Give You Up